# Чубаровка (Большесолдатский район)
Чубаровка — деревня в Большесолдатском районе Курской области. Входит в Волоконский сельсовет.

## География
Деревня находится в 63 километрах к юго-западу от Курска, в 14 километрах к северу от районного центра — села Большое Солдатское, в 1 км oт Волоконска (центр сельсовета). В деревне 33 дома.

## Население
| 2002 | 2010 |
| ---- | ---- |
| 67   | ↗72  |

## Транспорт
Чубаровка находится в 13 км oт автодороги регионального значения 38К-004 (Дьяконово — Суджа — граница с Украиной), в 1 км oт автодороги межмуниципального значения 38Н-084 (38К-004 — Волоконск) и в 0,3 км oт 38Н-741 (Волоконск — Ширковский), в 10 км от ближайшего ж/д остановочного пункта Деревеньки (линия Льгов I — Подкосылев).